# Jonge Dryas-impacthypothese

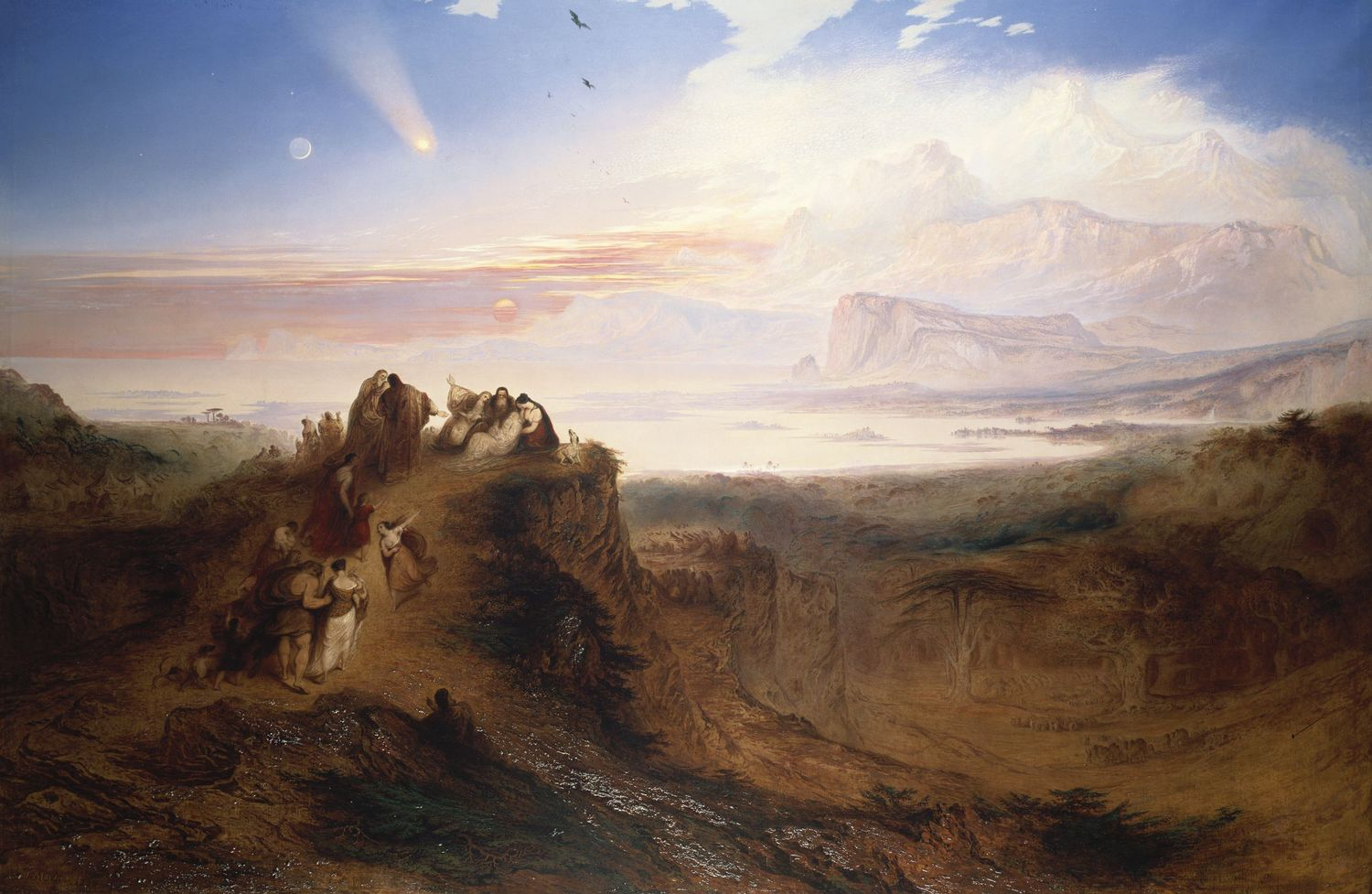
The Eve of the Deluge, door John Martin, 1840, met een voorstelling van een komeet die de zondvloed veroorzaakte.

De Jonge Dryas-impacthypothese (YDIH) of Clovis-komeethypothese veronderstelt dat, ca. 12.850 jaar geleden, fragmenten van een grote, uiteenvallende planetoïde of komeet (meer dan 4 kilometer in doorsnede) Noord-Amerika, Zuid-Amerika, Europa en West-Azië raakten en zo de afkoelingsperiode van het Jonge Dryas veroorzaakten.
De inslag was met name op de ijslagen, die Noord-Amerika bedekten en het koude smeltwater kwam in de oceaan terecht. De hemel werd verduisterd en blokkeerde het zonlicht. Het gebied dat invloed ondervond door de inslag wordt de Jonge Dryas-grens genoemd (YDB, Younger Dryas boundary). Veelvuldige meteor air bursts en/of inslagprocessen zouden deze Jonge Dryas-grenslaag hebben veroorzaakt, waarbij hoge concentraties platina, hogetemperatuurspherulieten, gesmolten glas en nanodiamanten werden gevormd, waarbij een isochrone datum werd gevormd op meer dan 50 sites op 50 miljoen vierkante kilometer van het aardoppervlak.
Volgens sommige wetenschappers veroorzaakte deze komeetinslag uitgebreide verbranding van biomassa (bossen en steppen gingen in vlammen op), een korte inslagwinter en de abrupte klimaatverandering van het Jonge Dryas, en droeg het bij aan het uitsterven van de pleistocene megafauna en het einde van de Cloviscultuur.
De hypothese wordt gesteund door een minderheid in de wetenschappelijke wereld, over het algemeen wordt aangenomen dat het Jonge Dryas ontstond door een influx van smeltwater in de Noord-Atlantische Oceaan. Voorstanders zijn onder andere Jim Kennett, Richard Firestone en Allen West, tegenstanders Nicholas Pinter, Mark Boslough en Peter Thy. Er wordt vanaf 2007 over gediscussieerd, bewijzen voor en tegen aangedragen, onder meer in het wetenschappelijke tijdschrift Proceedings of the National Academy of Sciences (PNAS).

## Uitsterven
Er moet zich een ramp hebben voorgedaan op de grens van de Allerød-periode, toen er een warm droog klimaat was, en het Jongere Dryas (periode van 1200 jaar van ca. 12.800 tot 11.600 jaar geleden). Vanaf 12.800 jaar geleden werd het kouder en vanaf 11.600 jaar geleden stegen de globale temperaturen dramatisch. Het gaat om het tijdstip ca. 12.800 jaar geleden, toen de Clovisjagers de mammoet 'Eloise' hadden gedood in Murray Springs Clovis-site.
Een laag, een 'zwarte mat', bedekt de laatste overblijfselen van Pleistocene-megafauna. Een plotselinge en grootschalige catastrofe moet een eind gemaakt hebben aan het leven van 35 genera zoogdiersoorten van de Noord-Amerikaanse megafauna. Elk geslacht bestond uit verschillende soorten. Paarden, kamelen, mammoeten, mastodonten, megatheriums, sabeltandtijgers, kortsnuitberen en reuzenwolven verdwenen. Het paard had al sinds het Eoceen in Noord-Amerika bestaan, maar verdween rond 12.800 jaar geleden en kwam pas terug met de Europese verovering. Ook betekende de ramp het einde van de Cloviscultuur. Boven de zwarte laag zijn geen sporen van Clovis gevonden, wel erin en eronder. Dus de Cloviscultuur stierf uit.

## Komeet

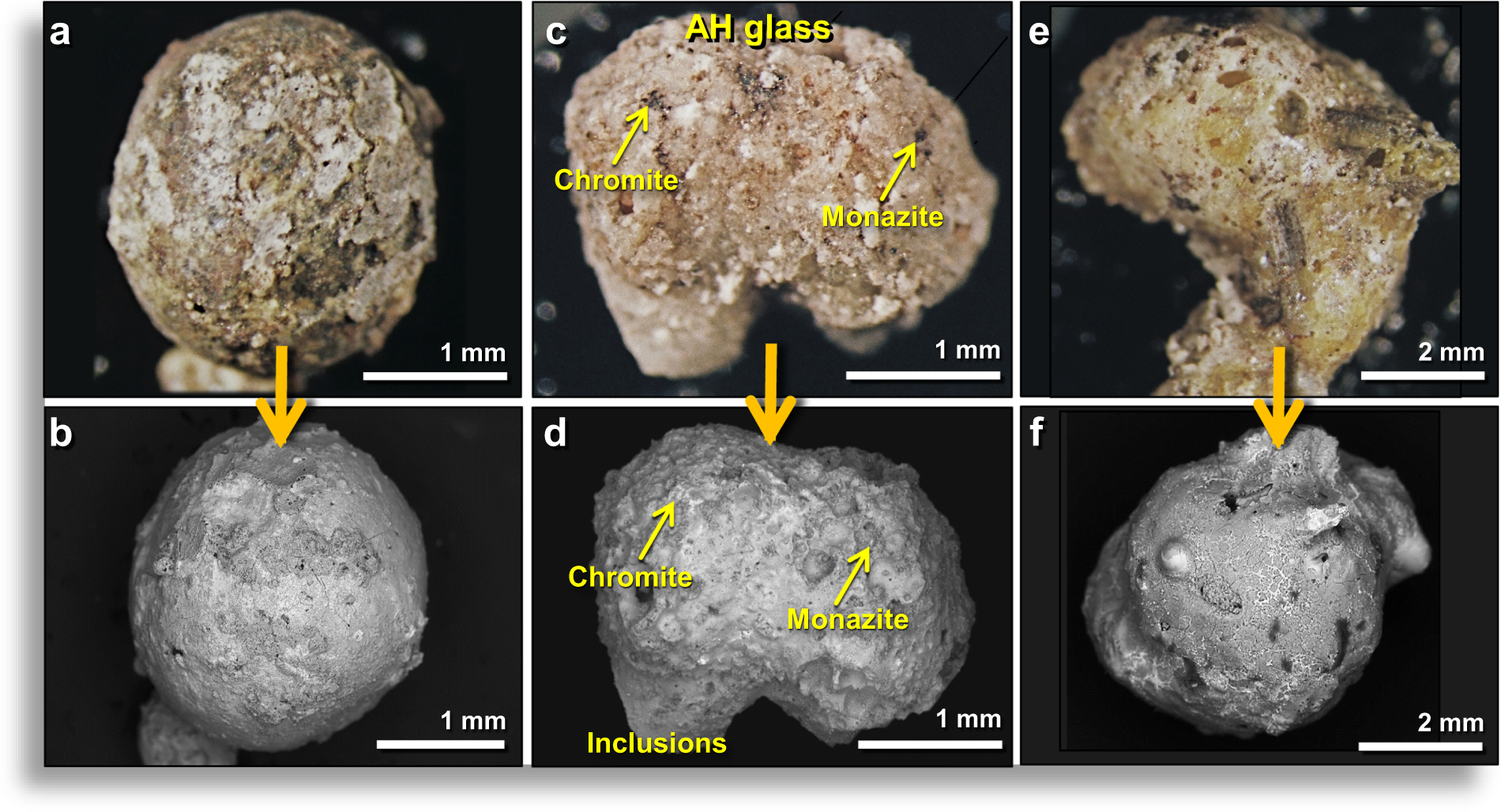
Voorbeelden van gesmolten glas uit Tell Abu Hureyra, Syrië

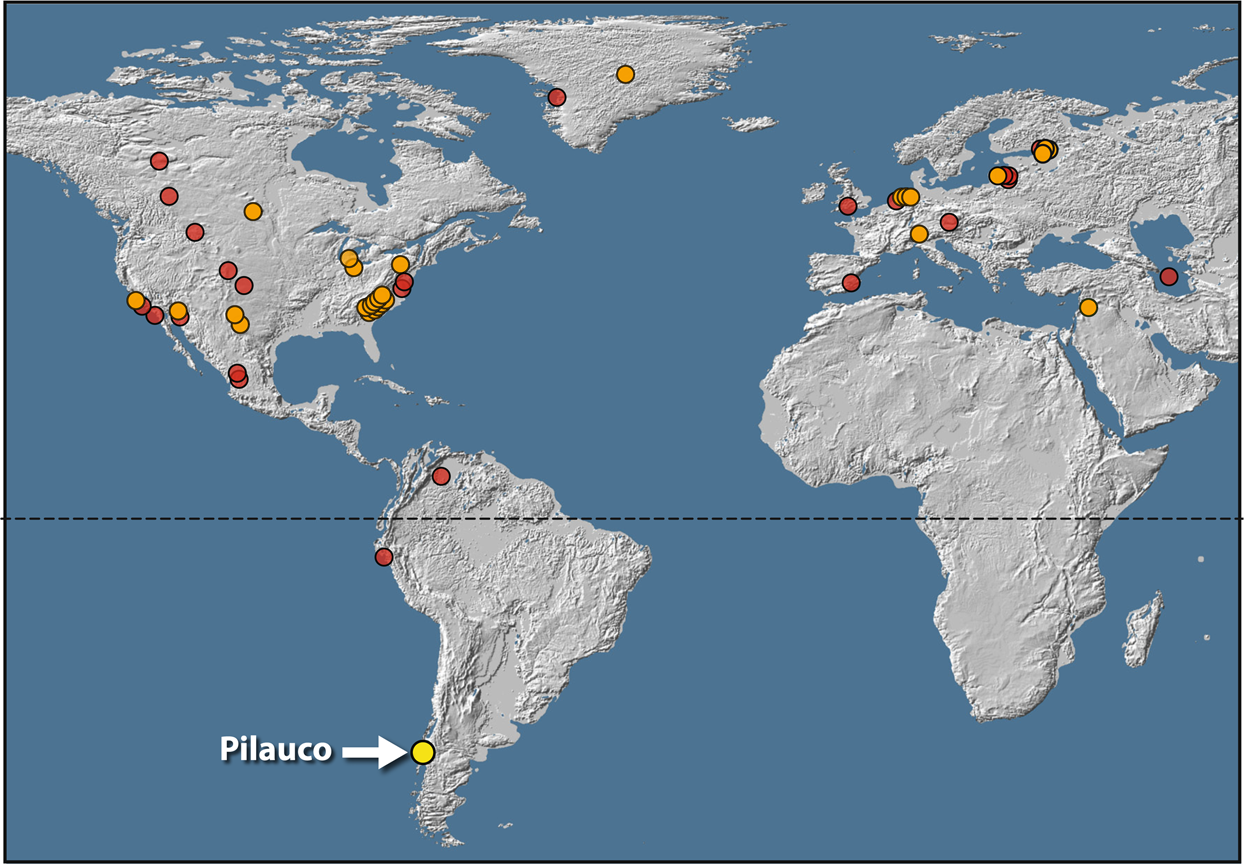
Een kaart van Mario Pino et al. 2019, met daarop 53 Jonge Dryas-grenssites. Oranje punten vertegenwoordigen 28 sites met pieken in zowel platina (Pt) en andere inslag proxies zoals hogetemperatuur Fe-rijke spherulieten. Rode punten geven 24 sites weer met inslag proxies zonder Pt-metingen.

De ramp viel samen met de plotselinge klimaatverandering van Allerød naar Jongere Dryas en wordt ook Late Pleistocene Extinction Event genoemd. Geleerden zijn verdeeld over wat de oorzaak was van de ramp. Haynes deed verslag in de Proceedings of the National Academy of Sciences (mei 2008) en meldde een extraterrestrial impact, een inslag van een meteoriet of meteorietenregen, het betreft de "Younger Dryas Impact Hypothesis" (YDIH). Het verslag werd mede opgesteld door de wetenschappers Allen West (geofysicus), Richard Firestone en James Kennett. Het epicentrum van de cataclysme zou boven de 2 km dikke Noord-Amerikaanse ijskap hebben gelegen. Fragmenten van een meteoriet kunnen in de lucht zijn ontploft, vóór ze de aarde raakten.
Boven Eloise werden een laag proxies (kenmerken van een komeetinslag) gevonden: gesmolten spherulieten, iridium, platina en kleine stukjes gesmolten glas (de temperatuur moet boven de 2200 graden Celsius zijn geweest). De zwarte mat erboven bestaat uit duizend jaar houtskool, algen en 'veel ander materiaal'. Met de Jongere Dryas veranderde het klimaat en werd het gebied natter en algen groeiden aan de oevers van de meren.
De catastrofe zou zich met tweejaarlijkse tussenpozen 21 jaar lang hebben voorgedaan (12.836 - 12.815 jaar geleden, met een piek 12.822 jaar terug) en gepaard zijn gegaan met immense zandstormen. De explosieve kracht van de komeetfragmenten (sommige met een diameter van 1 km of meer) zou hebben gelegen in de orde van 10 miljoen megaton TNT. Die catastrofe blijkt uit ijskernen uit Groenland met een interval van 21 jaar met verhoogd platinagehalte. Michail Petaev van het Harvard University's Department of Earth and Planetary Sciences publiceerde in Proceedings of Academy of Sciences (augustus, 2013) Large Pt Anomaly in the Greenland Ice Core Points to a Cataclysm at the Onset of Younger Dryas. Mogelijk gaat het om objecten van de Tauriden, die nog op 30 juni 1908 zorgde voor de Toengoeska-explosie in Siberië.
Het team dat werkte aan de Jonge Dryas-impacthypothese zette in 2015 de Comet Research Group (CRG) op. In Scientific Reports (maart 2017) verscheen van dr. Christopher Moore van de University of South Carolina en lid van de CRG Widespread Platinum Anomaly Documented at the Younger Dryas Onset in North American Sedimentary Sequences. Daarin werd verder onderzoek gedaan naar de wijdverspreide platina-anomalie en wel op elf archeologische sites in Noord-Amerika (Arlington Canyon, Murray Springs, Blackwater Draw, Sheriden Cave, Squires Ridge, Barber Creek, Kolb, Flamingo Bay, Pen Point, Topper en Johns Bay). Binnen de YDB (Younger Dryas boundary), een begrensd gebied van 'cosmic impact proxies', dat 50 miljoen vierkante km beslaat tot aan Syrië en de kop van Zuid-Amerika toe, werden binnen de elf archeologische sites verhoogd platina en 'proxies' (kenmerken van meteorietinslag) gevonden, waaronder micro-spherulieten, gesmolten glas en nanodiamanten. Het verhoogde niveau van platina kwam volgens Moore niet van vulkaanuitbarstingen of processen in de aardmantel.

## Vuur en ijs
In februari 2018 verscheen in Journal of Geology de studie Extraordinary Biomass-Burning Episode and Impact Winter Triggered by the Younger Dryas Cosmic Impact ~12,800 Years Ago van Wendy Wolbach, professor 'inorganic chemistry, geochemistry, and analytical chemistry' aan de Chicago's De Paul University en lid van CRG. Daaruit bleek dat 9% van de biomassa op aarde in vlammen op ging aan het begin van het Jonge Dryas. Dat betekent dat rond 12.800 jaar geleden planten en bomen over een gebied van 10 miljoen vierkante kilometer werden verbrand. De rook bedekte de hele aarde met binnen een jaar, mogelijk binnen drie maanden, een 'inslagwinter' tot gevolg. Er kwam een deep freeze van ongeveer 1200 jaar. Deze klimaatomslag was anders dan de voortgaande, een anomalie, geen normaal Heinrich Event, die enkel door de komeetinslag wordt verklaard.
De Laurentide-ijskap smolt, vormde het ijsmeer Agassiz, dat overstroomde en het koude water stroomde de Noord Atlantische Oceaan in. De globale temperatuur daalde daardoor. Het globale zeewaterpeil steeg met 2 to 4 meter in een paar decennia. Het warme water uit de zuidelijke Golfstroom kon niet langer aan de oppervlakte komen en daardoor bleef het water koud en hetzelfde gold voor de lucht boven Europa en Noord-Amerika. Nadat de circulatie van de oceaanstroom was gestopt, bleef het 1200 jaar gelijk, tot het systeem in de voorgaande staat werd hersteld.